# دورة الألعاب الآسيوية للصالات والفنون القتالية 2013
أقيمت الدورة الرابعة الألعاب الآسيوية للصالات والفنون القتالية، التي تعد أيضا الدورة الرابعة للألعاب الآسيوية للصالات في إنتشون، كوريا الجنوبية، في الفترة من 29 يونيو إلى 6 يوليو 2013، على الرغم من الأزمة الكورية المستمرة في عام 2013. وكان من المقرر أن تقام البطولة في الدوحة، قطر، بعد أن ألغت الدولة النسخة الأخيرة من دورة الألعاب الآسيوية الداخلية في عام 2011. بيد أن المجلس الاولمبي الآسيوي اختار اينتشيون كبديل لها. وكان هذا الحدث بمثابة حدث إختباري وتمهيدا لدورة الألعاب الآسيوية في عام 2014.

## الدول المشاركة
| - أفغانستان (21) - البحرين (15) - بنغلاديش (5) - بوتان (12) - بروناي (3) - كمبوديا (2) - الصين (102) - تايبيه الصينية (76) - هونغ كونغ (67) - الرياضيون الأولمبيون المستقلون في الألعاب الأولمبية (56) - إندونيسيا (76) - إيران (82) - العراق (26) - اليابان (83) - الأردن (9) | - كازاخستان (51) - الكويت (40) - قيرغيزستان (23) - لاوس (4) - لبنان (26) - ماكاو (53) - ماليزيا (63) - المالديف (12) - منغوليا (54) - مينمار (6) - نيبال (6) - سلطنة عمان (11) - باكستان (8) - فلسطين (19) - الفلبين (40) | - قطر (33) - السعودية (21) - سنغافورة (28) - كوريا الجنوبية (121) - سريلانكا (6) - سوريا (17) - طاجيكستان (17) - تايلاند (116) - تركمانستان (50) - الإمارات العربية المتحدة (33) - أوزبكستان (52) - فيتنام (99) - اليمن (8) |

## وصلات خارجية
- الموقع الرسمي
- World Muay Thai Federation on Asian Indoor & Martial Arts Games

| سبقه دورة الألعاب الآسيوية داخل الصالات [الإنجليزية] Asian Martial Arts Games | Asian Indoor and Martial Arts Games إنتشون I Asian Indoor and Martial Arts Games (2013) | تبعه عشق آباد |